# 大昌食品市場
大昌食品市場，俗稱大昌，前稱大昌貿易行食品肉類海鮮特價市場，曾經是香港一家連鎖式大型食品及急凍食品專門店，是大昌行集團有限公司的附屬零售企業。

## 歷史
大昌食品市場隸屬於大昌行集團有限公司其中一個零售部門，於1979年成立，前身為「大昌行員工特賣中心」，主要提供各項急凍貨品特價優惠。於1985年於香港開設急凍食品連鎖專門店「大昌貿易行食品肉類海鮮特價市場」。1992年再更名為「大昌食品市場」，其標誌亦變更，標誌上的菜、肉、魚圖形，象徵為顧客提供每日必須的食品，綠色的設計代表了產品的潔淨衛生。
80年代開始於多個地方開設「大昌食品」，當時大多數遍布於公共屋邨以及有部份開設於街道。亦有少數開設於私人屋苑商場，並只有大角咀大同新邨、藍田啟田大廈、葵涌中心、荃灣海灣花園及粉嶺碧湖花園。其中銅鑼灣堅拿道西分店於2007年升格為全香港首間「大昌食品專門店」，提供頂級的中西美食及時尚的購物環境，該分店亦為全香港首間「大昌貿易行食品肉類海鮮特價市場」，其後再由「大昌食品市場」改裝而成，但該分店已於2022年結業。隨後多個地方開設「大昌食品專門店」，遍布港九新界。
2024年3月15日，大昌食品市場業務受到不確定的外在因素和各種營運挑戰，經審慎考慮後，決定終止食品市場業務，28間零售店鋪會於同月31日全線結業，會員計劃於下月1日終止運作。有關僱員合約將於下月14日工作時間結束後終止。

## 分店

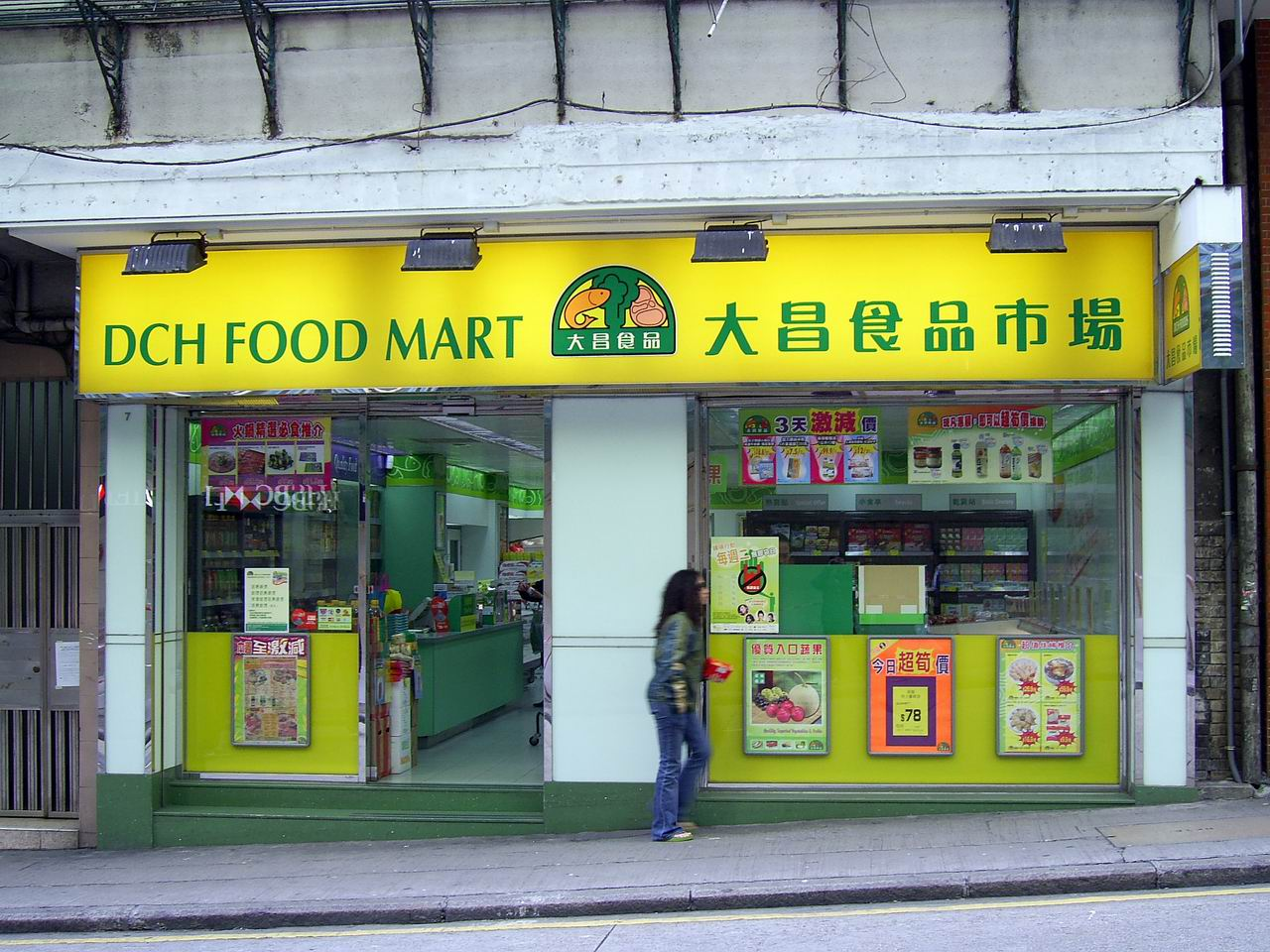
大昌食品市場梭椏道分店

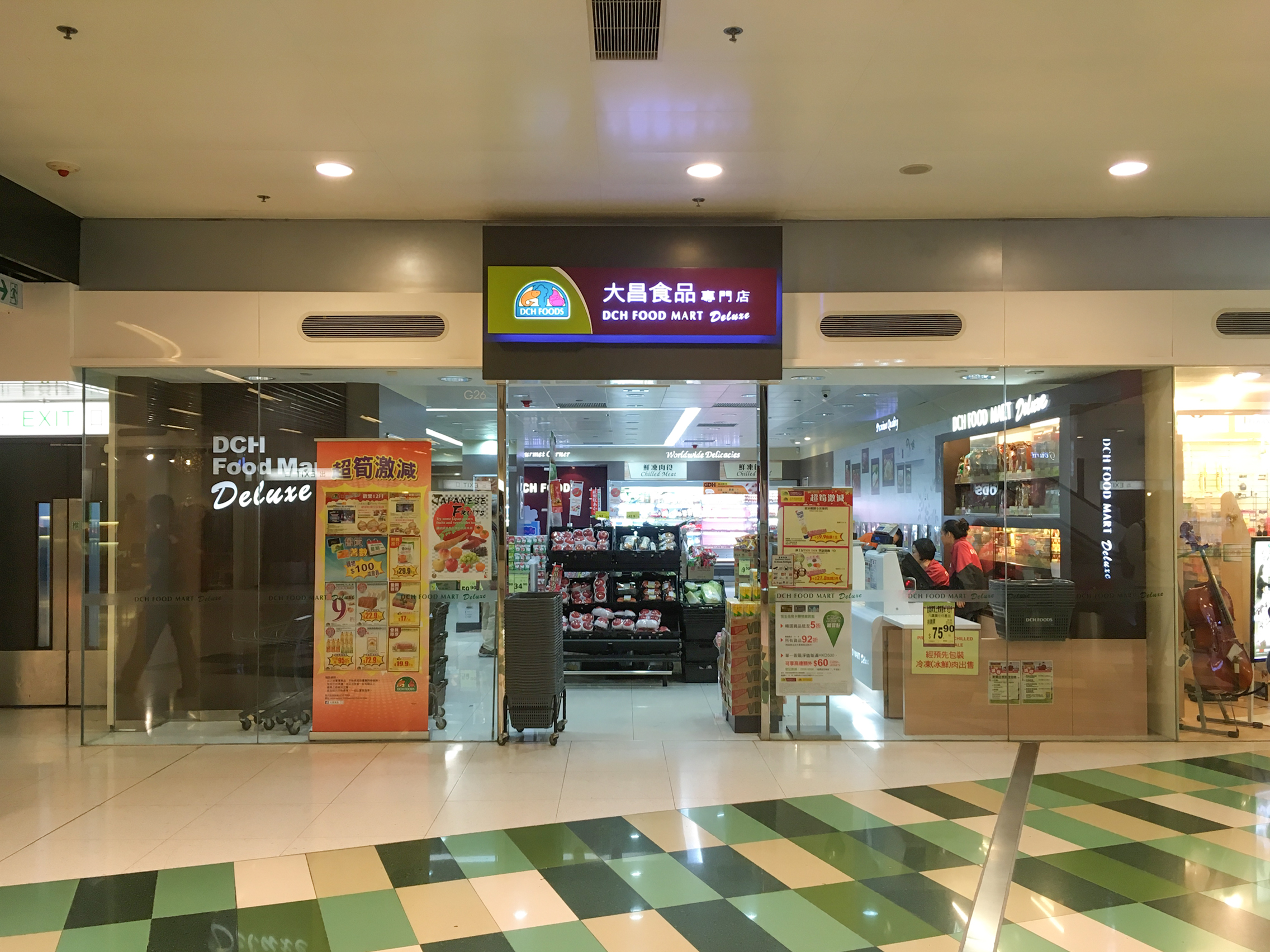
大昌食品專門店將軍澳中心分店

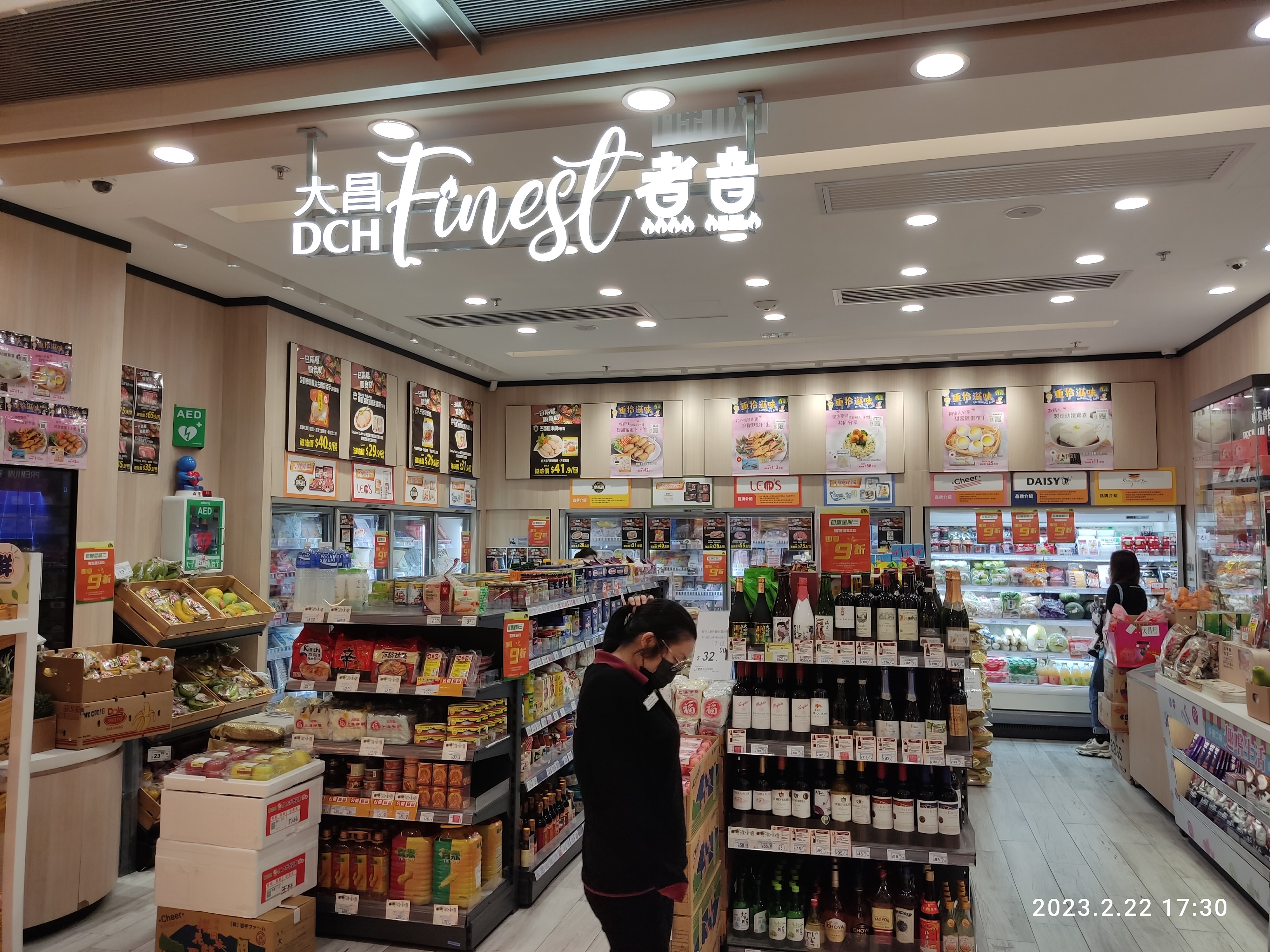
大昌Finest煮意在奧海城三期商場的分店

截至2001年4月，大昌食品市場在香港島有7家分店、九龍區有15家分店（包括將軍澳）、新界區有20家分店，一共有42家分店。
截至2006年11月，大昌食品市場在香港島有11家分店、九龍區有17家分店（包括將軍澳）、新界區有23家分店，一共有51家分店。明顯分店數目有上升的趨勢。
截至2014年11月，大昌食品專門店在香港島有16家分店、九龍區有16家分店、新界區有32家分店；大昌食品市場在香港島有1家分店、九龍區有10家分店、新界區有15家分店，兩者合共有90家分店。
至2018年7月，大昌食品專門店在香港只剩47家分店（包括香港島9家、九龍區14家、新界區23家），而大昌食品市場則只有2家位於新界的分店，明顯規模有所縮減。
2024年3月，大昌食品在全香港共有28間零售店鋪。
2024年3月，大昌食品清盤，並全線結束營業。
各分店的地址請參見大昌食品（页面存档备份，存于）的網頁。

## 業務簡介
大昌食品市場除了銷售世界各地的冷凍海產、肉類及家禽外，亦銷售大昌行集團有限公司名下代理的各款海味、糧油雜貨及大昌品牌產品。
大昌食品專門店提供來自世界各地的高級美食，當中包括：海味、法國鵝肝、餐酒、日本空運鮮果蔬菜、鮮凍肉類、海產、有機健康產品等。
除零售業務外，大昌食品市場亦於葵涌自設食品加工中心。另外，大昌食品市場於1980年代初率先推出香茅調味料，1990年初推出即食餸菜包，又於2000年推出已醃味的南非螺等，其他商店亦爭相仿傚。

## 服務及榮譽
大昌食品市場為員工提供培訓，加強服務質素，為顧客提供周全的服務。於1995年推出了電話及傳真訂購送貨服務，並於2003年將服務推展到互聯網。於1998年成立「美食之友」會籍，為會員提供尊享優惠，至今會員人數超過16萬人。於2006年3月，率先推出全港至長的「30天購物保證」服務。同年7月，與香港環境保護署簽訂「減少派發膠袋」協議，又參與「無膠袋日」活動。2007年，為了配合大昌食品專門店的開設，同時也成立「Epicure」會籍。
大昌食品市場自2004年開始以「味力大使」為吉祥物，2006年9月聘任喻為「美女廚神」的蘇玉華為形象大使，推廣一系列食品。
另外，大昌食品市場於2006年獲得「香港服務名牌」及「網上最受歡迎服務名牌」。

## 新聞資料
2005年，中國大陸四川省的豬鏈球菌疫症爆發，位於銅鑼灣堅拿道西的大昌食品市場分店仍售標明來自中國大陸的冰鮮豬肉。顧客擔心該批豬肉是否來自四川省。
2006年1月，香港海關在位於青衣長發商場的大昌食品市場分店內發現假燕山牌、燕皇牌、金泰牌及寶燕牌瓶裝即食燕窩。發言人回應稱對事件全不知情。

## 外部連結
- 大昌食品市場（页面存档备份，存于）
- 美食之友會[永久]
- TASTE Plus[永久]

1. ↑  . 香港01. 2024-03-15  [2024-03-15].
2. ↑  大昌食品市場榮獲2006年香港服務名牌及網上最受歡迎服務名牌
3. ↑  四川爆發豬鏈球菌疫症：主婦擔心戒豬肉，明報，2005年7月25日
4. ↑  .   [2024-09-25]. （原始内容存档于2024-12-08）.